# Обутковское
Обутковское — село в Макушинском районе Курганской области. Административный центр Обутковского сельсовета.

## История
До 1917 года в составе Макушинской волости Курганского уезда Тобольской губернии. По данным на 1926 год состояло из 189 хозяйств. В административном отношении являлось центром Обутковского сельсовета Макушинского района Курганского округа Уральской области.

## Население
| 1989 | 2002 | 2010 |
| ---- | ---- | ---- |
| 767  | ↘669 | ↘526 |

По данным переписи 1926 года в селе проживал 941 человек (434 мужчины и 507 женщин), в том числе: русские составляли 99 % населения.